# Toyota Progres
Toyota Progrès (фр. прогресс, произн. прогрей) — среднеразмерный седан представительского класса. Продавался в Японии с 1998 по 2007 год. 
Двигатель — рядный шестицилиндровый 1JZ-GE 2.5 или 2JZ-GE 3.0 литра. Начиная с апреля 2001 года устанавливались двигатели с непосредственным впрыском топлива (D-4) 1JZ-FSE и 2JZ-FSE соответственно.

## Комплектация
NC250 	ta-jcg10-aeavh

NC250	 gf-jcg10-aepvf

NC250 Four	ta-jcg15-aepvh

NC250 Four	ta-jcg15-aepvf

NC250 Four	gh-jcg15-aepvf

NC250 Four Noble interior package	ta-jcg15-aepvh(i)

NC250 Four Walnut package	ta-jcg15-aepvf(w)

NC250 Four Walnut package	gh-jcg15-aepvf(w)

NC250 IR Version	ta-jcg10-aeavh(s)

NC250 IR Version	gf-jcg10-aepvf(s)

NC250 IR Version Walnut package	ta-jcg10-aeavh(x)

NC250 IR Version Walnut package	gf-jcg10-aepvf(x)

NC250 IR Version Walnut package	gf-jcg10-aepvf(x)

NC250 Noble interior package	ta-jcg10-aeavh(i)

NC250 Walnut package	ta-jcg10-aeavh(w)

NC250 Walnut package	gf-jcg10-aepvf(w)

NC300 	ta-jcg11-aeazh

NC300	 gf-jcg11-aepzf

NC300 IR Version	ta-jcg11-aeazh(s)

NC300 IR Version	gf-jcg11-aepzf(s)

NC300 IR Version 	ta-jcg11-aeazh(s)

NC300 IR Version Walnut package	ta-jcg11-aeazh(x)

NC300 IR Version Walnut package	gf-jcg11-aepzf(x)

NC300 Noble interior package	ta-jcg11-aeazh(i)

NC300 Walnut package	ta-jcg11-aeazh(w)

NC300 Walnut package	gf-jcg11-aepzf(w)

### Расшифровка комплектации
Расшифровка производится по номеру, который находится в подкапотном пространстве слева, рядом с крылом или на средней стойке, со стороны пассажирской двери (с 04.2001 г.):

TA - Двигатель с D4  (TA-JCG11-AEAZH(W))

GF - обычный (GF-JCG11-AEPZF(W))

JCG - кузов GF-JCG11-AEPZF(W)

10 - 1JZ GF-JCG10-AEPVF(W)

11 - 2JZ

15 - 4WD 1JZ
Буква в скобках(GF-JCG10-AEPVF(W)):

S - IR Version ("Спорт" подвеска)

X - IR Version Walnut Package ("Спорт" подвеска+Отделка салона натуральным деревом)

I - Noble Interior Package 

W - Walnut Package (Отделка салона натуральным деревом)

у комплектаций для людей с ограниченными возможностями (автомобиль оборудован (как минимум) поворачивающимся креслом) маркировки кузова такая:

JCG15-0030550-VRKEPV

JCG15-0031066-VRKFPV(W)

JCG10-0039481-VRKEAV

JCG10-0039758-VRKFAV

JCG10-0040781-VRKFAVC

E - type A

F - type B

такие бывают только 2.5-литровые (как простые, так и 4WD)